# Gipswerk
Ein Gipswerk ist ein Industriebetrieb, in dem aus dem Ausgangsmineral Rohgips nach Brennen bei relativ niedriger Temperatur Gipse und Gipsprodukte hergestellt werden, die hauptsächlich im Innenausbau Verwendung finden. Gipswerke findet man nur in unmittelbarer Nähe zu einer Gipslagerstätte; diese kommen in Deutschland vor allem in den geologischen Gruppen Muschelkalk, Keuper und Zechstein vor.
Ein Gipswerk besteht aus der Gipsgrube, in der der Gipsstein im Tagebau oder untertage gewonnen wird, einem Transportmittel zur Brechanlage und zum Brennofen sowie dem Brennofen selbst mit Gipsmühle. Der fertige Gips wird heute meist im Gipswerk selbst weiterverarbeitet, zum Beispiel zu Baugipsen verschiedener Spezifikation oder zu Gipskartonplatten.

## Historisches

### Vorindustriell
Zur mehr als 10000-jährigen Geschichte des Gipses und seiner Verwendung hat der Bundesverband der Gipsindustrie einen fundierten Artikel im Netz.
Wo Gips verfügbar war, wurde Gipsmörtel im ausgehenden Mittelalter auch als Ersatz für Werkstein verwendet, so in Rottweil für Fensterleibungen an Bürgerhäusern.

### 19. und 20. Jahrhundert
Anfang des 20. Jahrhunderts gab es in den Gegenden mit anstehendem Gipsstein zahllose kleine Gipswerke, oft mehrere im selben Dorf. Durch die Erschöpfung der rentabel abbaubaren Vorkommen und die zunehmende Konzentration in der Branche wurden die meisten kleinen Gipswerke seit den 1960er Jahren eingestellt. Wenige große international operierende Betriebe dominieren heute den Markt.

## Ein kleines Gipswerk

Gleisverlauf in Gipsgrube und Gipswerk

Als Beispiel für ein kleines Gipswerk mag das Gipswerk zwischen den Ammertalgemeinden Entringen und Breitenholz (bei Tübingen) dienen, das 1910 in Betrieb genommen und in den 70er Jahren eingestellt wurde. Die ehemalige Gipsgrube wird seitdem als Deponie genutzt und ist inzwischen weitgehend verfüllt.
Das Gipswerk baute den im Gipskeuper vorkommenden Rohgips ab. Der Abbau erfolgte teilweise untertage; transportiert wurde der Rohgips mit Hilfe einer Werksbahn (Feldbahnspurweite 600 mm) zum Brennofen. Der fertige Gips wurde über ein etwa 1,5 km langes Feldbahngleis zum Bahnhof Breitenholz gebracht, woher auch die zum Heizen benötigte Kohle kam.
Die Schemazeichnung zeigt den Gleisverlauf. Die beiden Gleise zur Anlieferung von Rohgips und Kohle führten über Rampen ins Obergeschoss des Gipswerks. Die beladenen Wagen wurden mit Hilfe von Seilwinden hochgezogen. Die Gipsgrube selbst bestand aus zwei Sohlen, zu denen je ein Gleis führte. Auf der unteren Sohle sind ehemalige Stollenmundlöcher des bergmännischen Abbaus erkennbar.

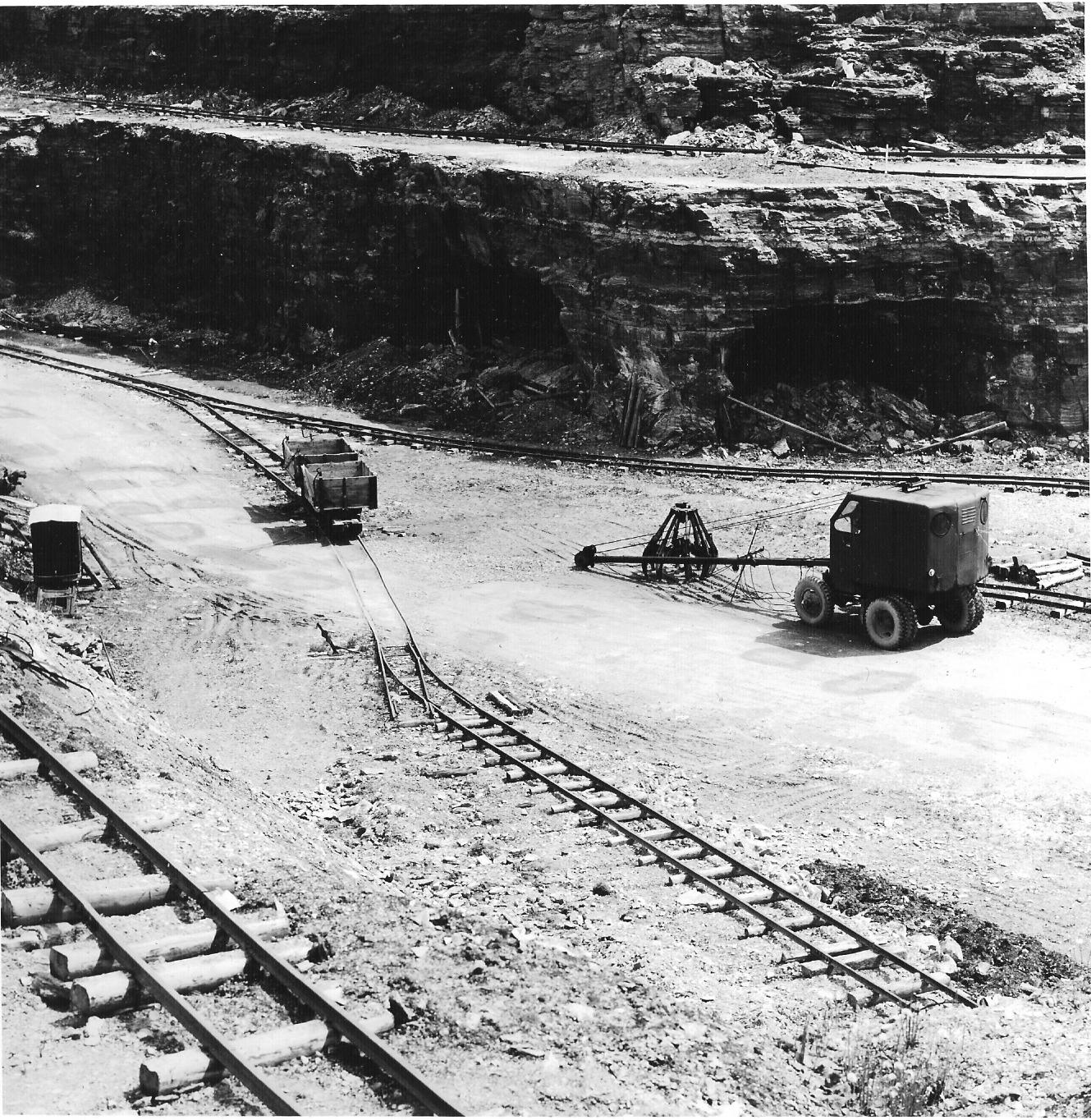
Blick auf die untere Sohle der Gipsgrube. Hinter dem Bagger ehemalige Stollenmundlöcher
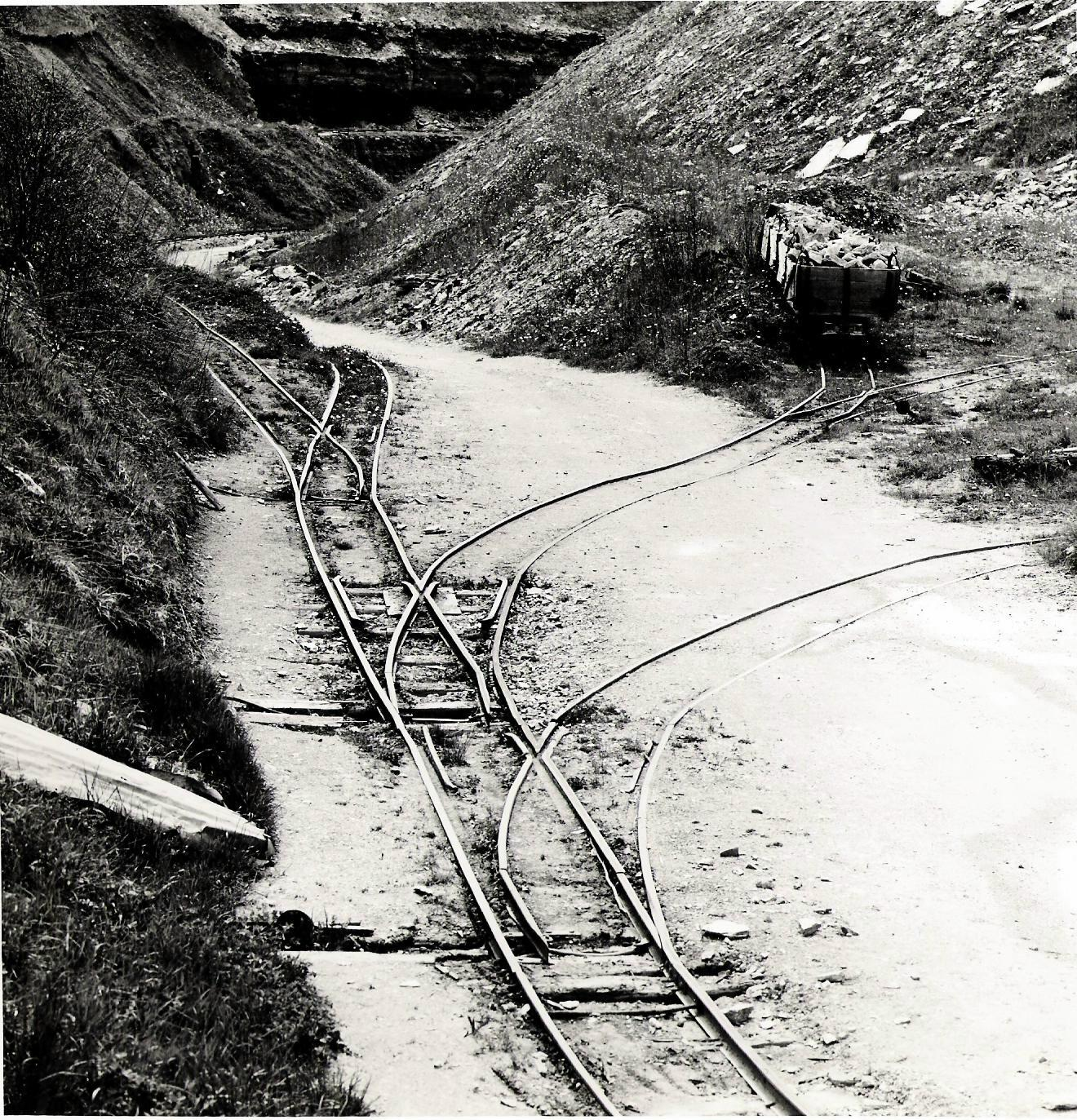
Gleis in die Gipsgrube. Das erste Gleis rechts führt zur Seilwinde für die gipsbeladenen Wagen, die auf dem zweiten Gleis warten
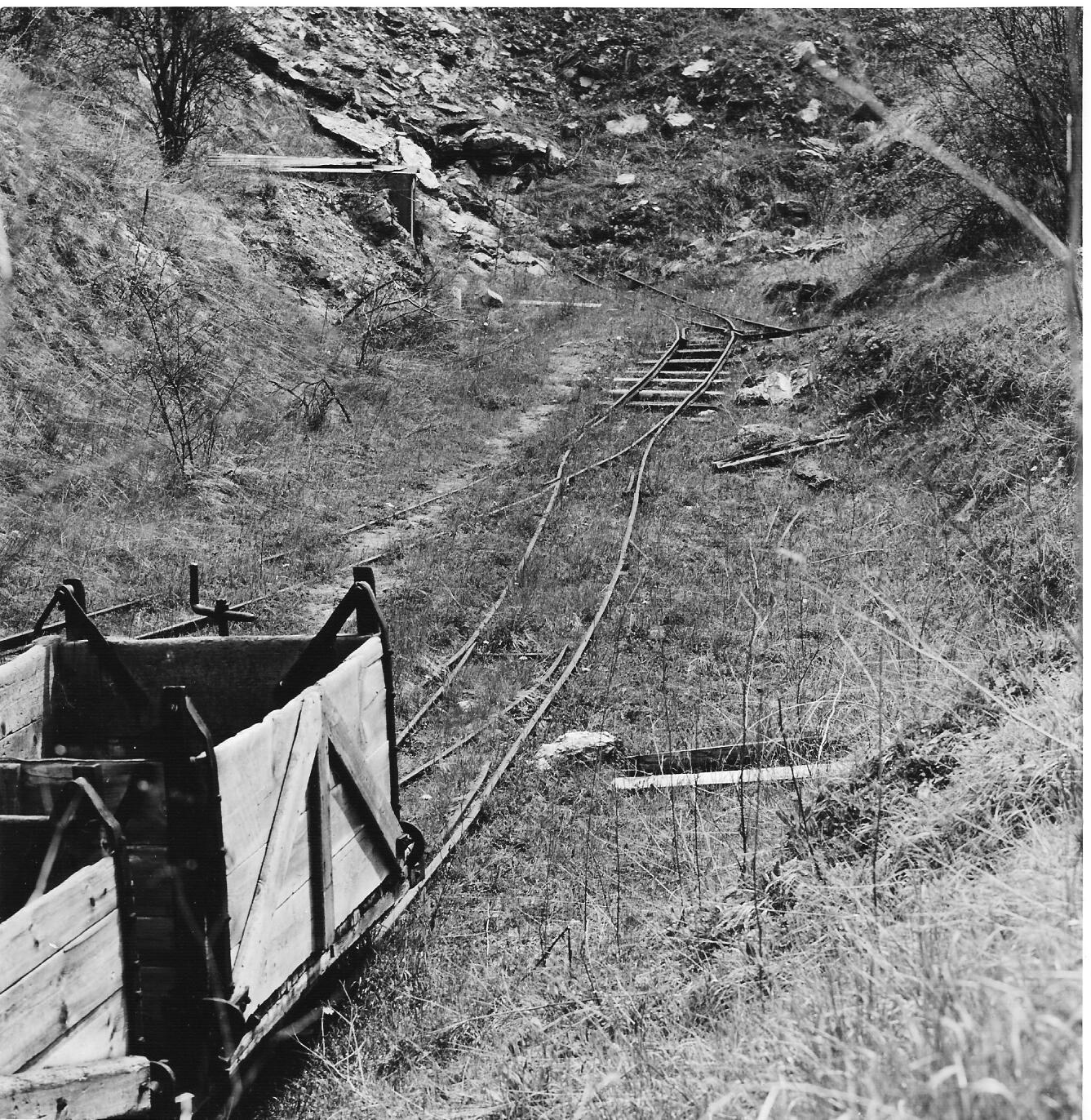
Gleis zur Seilwinde (hinten rechts) für die Wagen mit Kohlen
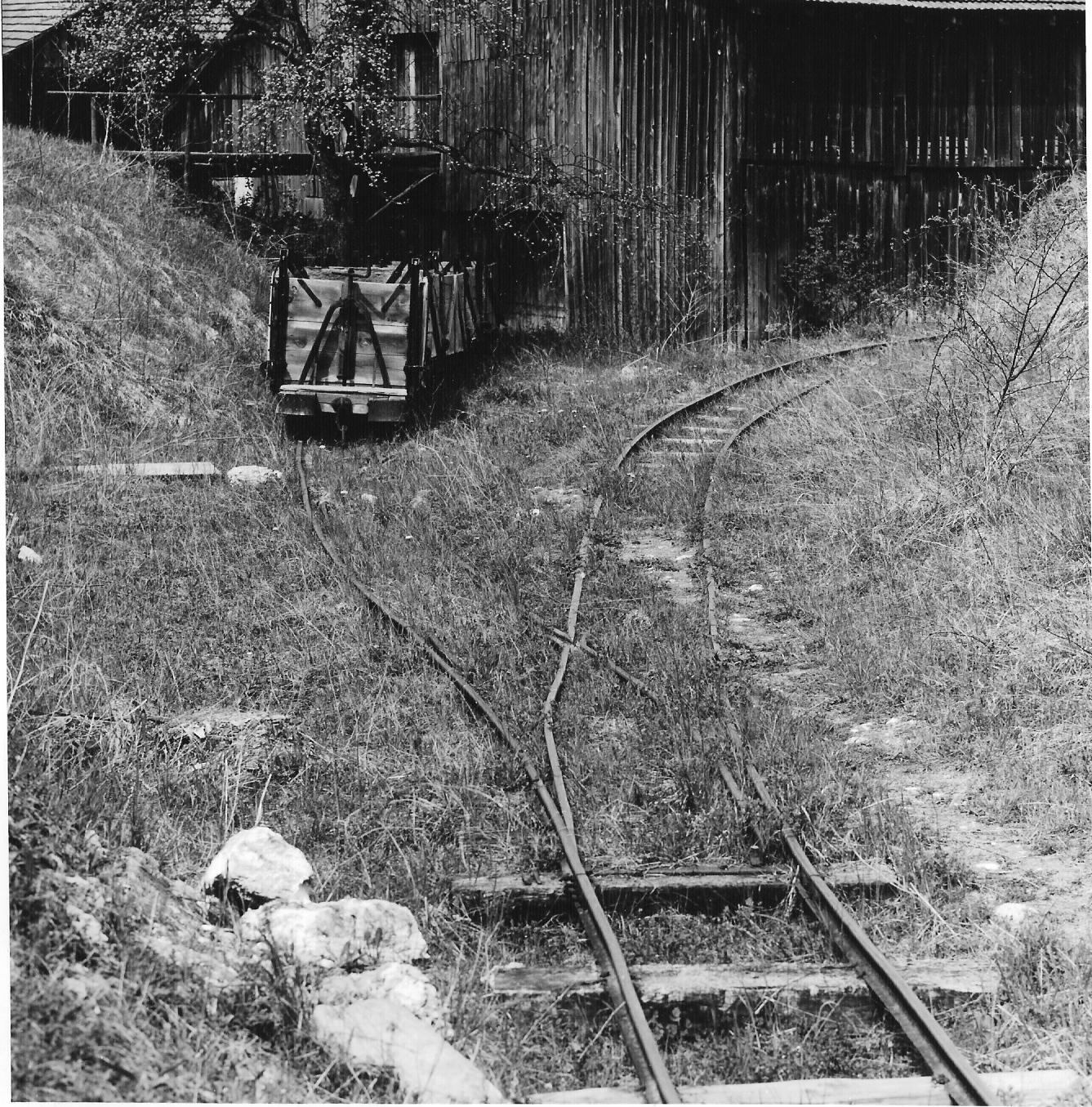
Gebäude des Gipswerks mit links oben der Zufahrt für die kohlebeladenen Wagen

## Großbetrieb

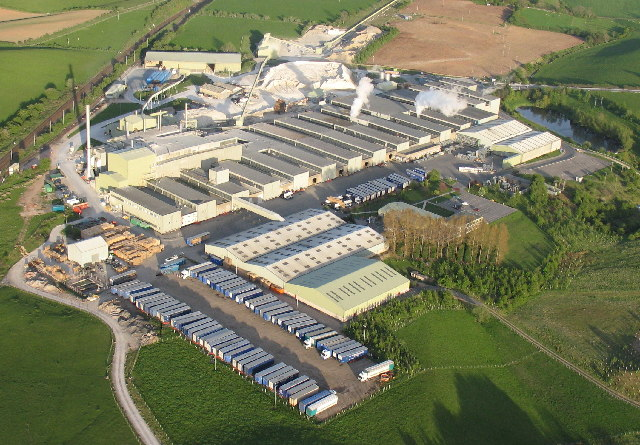
Modernes Gipswerk in England

Die zunehmende Konzentration auf dem Baustoffsektor hat neben vielen Betriebsschließungen auch zum Ausbau einzelner Betriebe geführt. So wurde das Gipswerk von Kayh, nicht weit vom stillgelegten Entringer Gipswerk gelegen, zu einem Logistikzentrum von Knauf Gips.
Auf dem Bild des Gipswerks in Cumbria, England, wird deutlich, welche Bedeutung heute die Weiterverarbeitung des Gipses (viele Produktionshallen) und der Straßentransport (LKW auf dem Parkplatz im Vordergrund) haben.
Neben dem in Gipsgruben gewonnenen Rohgips wird in jüngster Zeit vermehrt Gips verarbeitet, der in der Rauchgasentschwefelung anfällt (REA-Gips).